# Jean-Pierre Dedieu
Jean-Pierre Dedieu (8 de agosto de 1948) nacido en Prat-Bonrepaux (Ariège). Historiador francés, especializado en la historia moderna de España e Hispanoamérica sus primeras obras están enfocadas al estudio de la Inquisición española, sobre todo en Castilla-La Mancha. Discípulo  del hispanista e historiador Bartolomé Bennassar